# Jerzy Olszak
Jerzy Jacek Olszak (ur. 24 kwietnia 1941 w Słomowie) – polski urzędnik państwowy i samorządowiec, wojewoda pilski (1993–1997). 

## Życiorys
Ukończył studia na Politechnice Poznańskiej. Przez trzydzieści lat był związany z Fabryką Maszyn Rolniczych „Agromet-Rofama” w Rogoźnie. Był przewodniczącym Miejsko-Gminnej Rady Narodowej w Rogoźnie z ramienia PZPR. Od 1990 sprawował mandat radnego Rady Miejskiej w Rogoźnie. W 1993 uzyskał nominację na wojewodę pilskiego z ramienia SLD. Po odwołaniu ze stanowiska przez premiera Jerzego Buzka, w 1997 objął funkcję dyrektora w pilskim oddziale Banku Handlowego. 
Od 2003 jest prezesem zarządu Agencji Północnej Wielkopolski w Pile. 